# إس. إيفرت جليسون
إس. إيفرت جليسون (بالإنجليزية: S. Everett Gleason)‏ هو مؤرخ أمريكي، ولد في 14 مارس 1905، وتوفي في 20 نوفمبر 1974.